# Клиника святого Дэниса (телесериал)
«Клиника святого Дэниса» (англ. St. Denis Medical) - американский ситком от телеканала NBC, премьера которого состоялась на канале 12 ноября 2024 года.

## Сюжет
Клиника святого Дэниса — недофинансированный госпиталь, где преданные доктора и медицинский персонал лечат пациентов, пытаясь не сойти с ума.

## В ролях

### Основной состав
- Венди Маклендон-Кови
- Эллисон Толман
- Джош Лоусон
- Дэвид Алан Грир
- Калико Кауахи
- Мекки Липер
- Кахён Ким

## Список эпизодов

### Сезон 1 (2024 - 2025)
| № общий | № в сезоне | Название | Режиссёр | Автор сценария | Дата премьеры | Произв. код | Зрители в США (млн) |
| ------- | ---------- | -------- | -------- | -------------- | ------------- | ----------- | ------------------- |